# Аулівська селищна громада
Аулівська селищна об'єднана територіальна громада (до 2017 року — Аульська) — колишня об'єднана територіальна громада в Україні, у Криничанському районі Дніпропетровської області. Адміністративний центр — смт Аули.
Площа громади — 112,5 км², населення — 5141 мешканець (2018).
Утворена 2 серпня 2016 року шляхом об'єднання Аулівської селищної ради і Української сільської ради Криничанського району.
25 жовтня 2020 року була ліквідована та приєднана до Криничанської селищної громади Кам'янського району.

## Населені пункти
До складу громади входять 3 населених пункти — селище міського типу Аули і 2 села: Вишневе та Українка.